# Castelul Ravalet

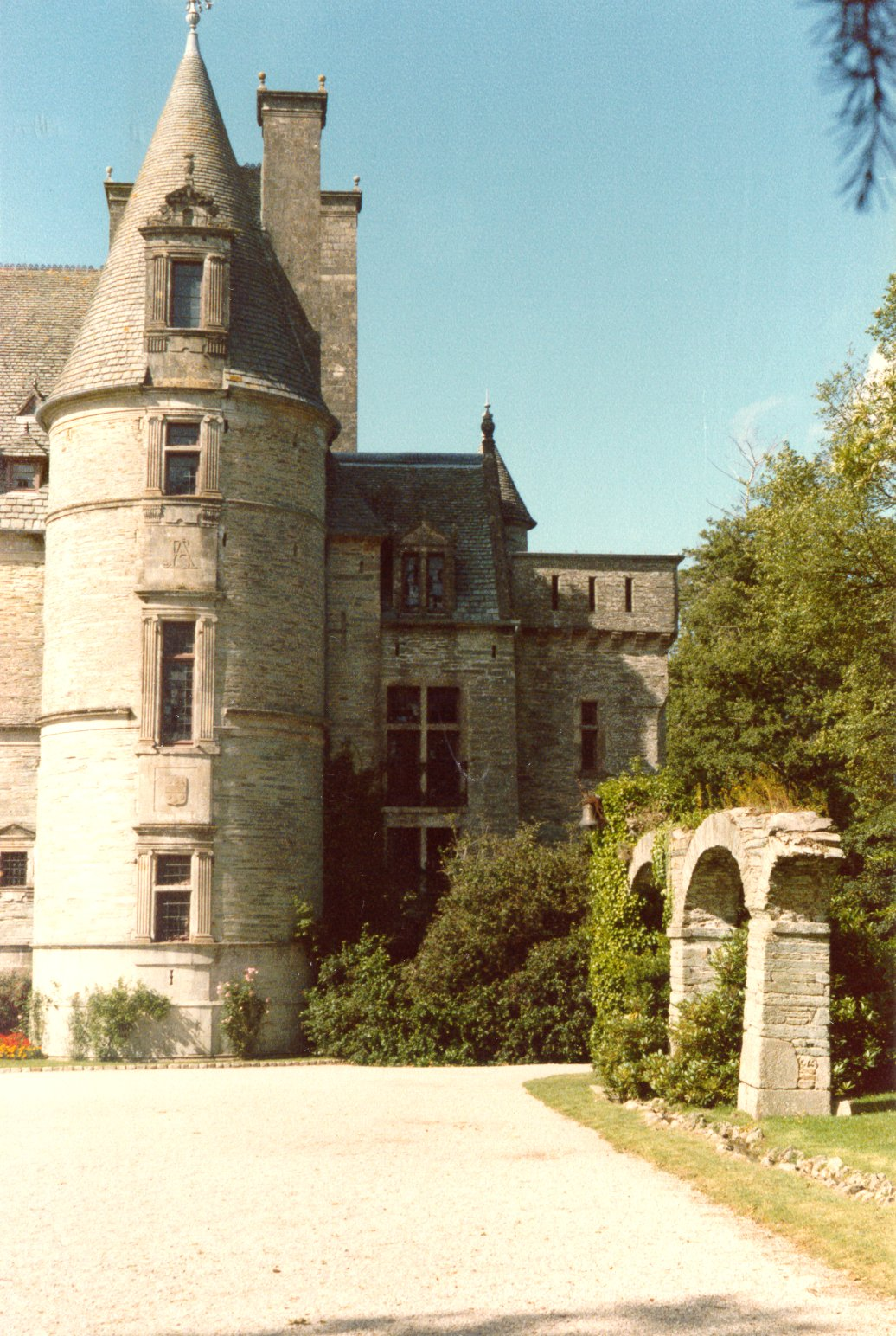
Castelul Ravalet

Castelul Ravalet este un castel în stil renascentist ridicat din 1562 în departamentul Manche în Normandia. Acesta este în proprietatea comunei Cherbourg-Octeville, dar se află pe teritoriul comunei Tourlaville. În fața castelului este un parc din secolul al XIX-lea.

## Istoric
Fosta cetatea a aparținut domeniilor regale și a fost vândută de către regele Francisc I lui Jean II. de Raval din Tourlaville. Acesta a lăsat să se construiască în anul 1562 un castel renascentist, reușind să rămână numai părți din donjonul cetății. Din  probleme financiare castelul a fost vândut în 1653 lui Charles de Franquetot, care a lăsat în special să se renoveze interiorul. După moartea lui, construcția a avut mai mulți proprietari, printre care Boudet de Crosville și Fouquet de Réville. În 1661 a fost folosit ca o fermă.
Hervé Clérel de Tocqueville l-a luat în 1777 în posesie. Nepotul acestuia René de Tocqueville, primar al orașului, a inițiat renovarea clădirii și grădinei și a construit o seră mare. În 1906, a trebuit să-l vândă. În Primul Război Mondial, clădirea a servit ca un spital. Din 1930 castelul este menționat în lista monumentelor istorice. Orașul Cherbourg dobândea în 1935 proprietatea lui. În timpul celui de-al doilea război mondial a fost ocupat de armata germană.
Parcul este deschis pe tot parcursul anului pentru public, în timp ce castelul este deschis doar în Zilele Europene ale Patrimoniului (Journées européennes du patrimoine), țară participantă la aceste zile fiind și România. Parcul și sera sunt împreună cu clădirea castelului din martie 1996 sub legea Protejarea monumentelor istorice.

Coordonate: 49° 37′ 47″ N, 1° 34′ 0″ W